# Aéroport international de Zahedan
L'aéroport international de Zahedan  est un aéroport situé en Iran.

## Situation
| Sārī Dasht-é Naz Golfe · persique Téhéran-MehrabadTéh.-Mehrabad Mechhed Téhéran-KhomeiniTéh.-Khomeini Chiraz Kish Ahvaz Ispahan Tabriz Bandar · Abbas Kerman Yazid Abadan Kermanchah Zahedan Bouchehr Qechm Ourmieh Racht Birjand Chabahar Lamerd |

## Compagnies et destinations
| Compagnies           | Destinations |
| -------------------- | --- |
| ATA Airlines         | Téhéran-Mehrabad |
| Iran Air             | Bandar Abbas, Birjand, Chah Bahar-Konarak, Gorgan (en), Iranshahr (en), Mechhed-Shahid H. Nejad, Téhéran-Mehrabad En saison : Bagdad, Djeddah - Roi-Abdelaziz |
| Iran Air Tours       | Mechhed-Shahid H. Nejad, Téhéran-Mehrabad |
| Iran Aseman Airlines | Dubaï, Gorgan (en), Ispahan-S. Beheshti, Mechhed-Shahid H. Nejad, Chiraz-Shahid Dastghaib, Téhéran-Mehrabad                                                   |
| Iraqi Airways        | En saison : Bagdad |
| Kish Airlines        | Île de Kish |
| Mahan Air            | Mechhed-Shahid H. Nejad, Téhéran-Mehrabad |
| Qeshm Air            | Téhéran-Mehrabad |
| Zagros Airlines      | Téhéran-Mehrabad |

Édité le 30/07/2020